# Barbecke (Lengede)
Barbecke ist ein Ortsteil der Gemeinde Lengede im Landkreis Peine in Niedersachsen.

## Geografie
Barbecke liegt im Übergangsbereich zwischen den Ausläufern des nördlichen Harzvorlandes und dem Norddeutschen Tiefland, linksseitig des Flusses Fuhse.
Die Ortschaft liegt an der Kreuzung der Landesstraßen L 475 und L 619 zwischen Braunschweig und Hildesheim sowie zwischen der Kreisstadt Peine und der Stadt Salzgitter.
Westlich der Ortschaft liegt die höchste natürliche Erhebung, der Ballenberg, mit 131 m. ü. NHN des Landkreises Peines.

## Geschichte
Von 1936 bis 1962 wurde in der Grube Barbecke Eisenerz gefördert.
Im Jahr 1910 hatte Barbecke 481 Einwohner.
Am 1. Juli 1972 wurde Barbecke im Zuge der Gebietsreform in Niedersachsen aus dem Landkreis Wolfenbüttel ausgegliedert und mit den bis zu diesem Zeitpunkt selbstständigen Gemeinden Broistedt, Klein Lafferde, Lengede und Woltwiesche zur neugeschaffenen Einheitsgemeinde Lengede im Landkreis Peine zusammengefasst.

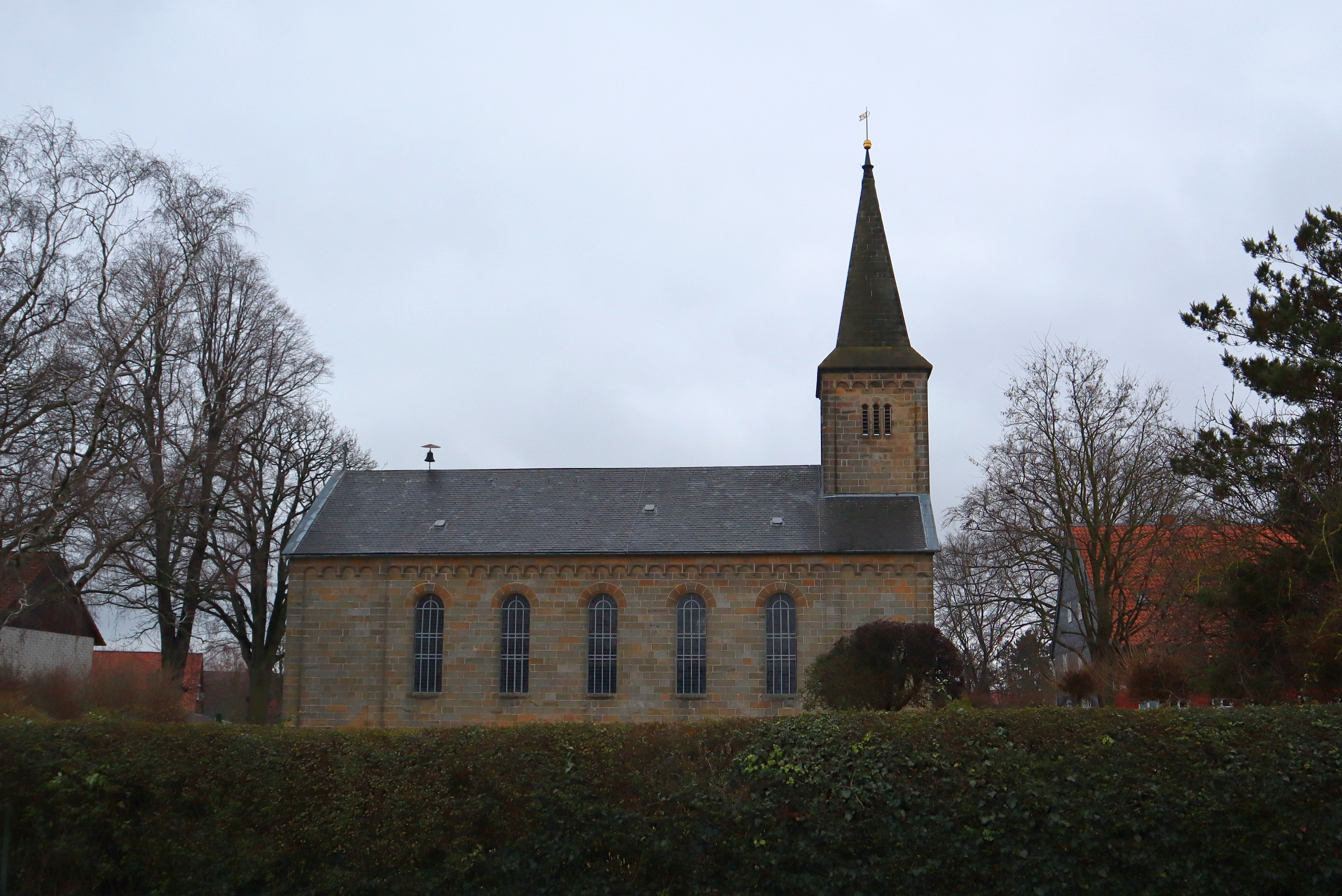
Dorfkirche
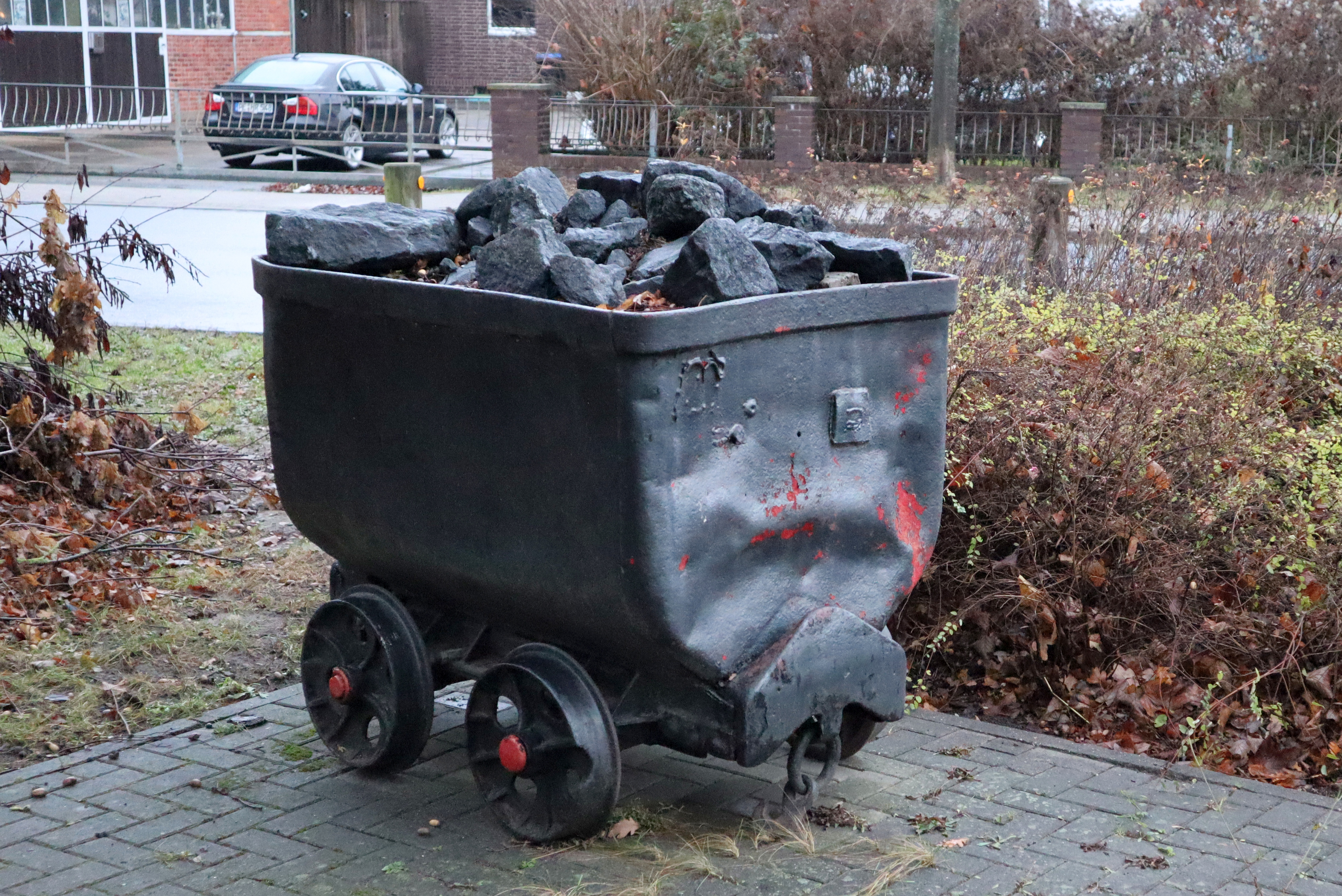
Hunt (Förderwagen)

## Politik
Der Ortsrat, der Barbecke vertritt, setzt sich aus fünf Mitgliedern zusammen. Die Ratsmitglieder werden durch eine Kommunalwahl für jeweils fünf Jahre gewählt.
Bei der Kommunalwahl 2021 ergab sich folgende Sitzverteilung:
| Ortsrat 2021Insgesamt 5 Sitze - SPD: 3 - CDU: 2 |

## Wappen
| Wappen von Barbecke | Blasonierung: „Geteilt durch Wellenschnitt von Gold und Rot; drei im Dreipass angeordnete Eichenblätter in verwechselten Farben.“ |
| Wappen von Barbecke | Wappenbegründung: Das Wappenbild knüpft an das später ins Braunschweiger Patriziat aufgestiegene Geschlecht von Barbecke an, einem Eichbaum. Die Dreizahl der Blätter bezieht sich auf die drei Territorialmächte, die im Mittelalter lehensrechtlich die Geschicke Barbeckes bestimmten: die Herzogtümer Braunschweig-Lüneburg und Braunschweig-Wolfenbüttel sowie das Hochstift Hildesheim. Die Wellenteilung „redet“ für den im Ortsnamen enthaltenen Bach und erinnert als Grenzlinie zugleich an die jahrhundertelange Grenzlage des Ortes zwischen den welfischen und stiftischen Landen. Die zwei Schildhälften halten das Andenken an die Tatsache wach, dass es früher zwei Barbeckes gab: Groß Barbecke, das heutige Dorf, und das im Mittelalter wüst gewordene Klein Barbecke. Die Wappenfarben Gold - Rot sind sowohl die herzoglich-braunschweigischen Stammwappenfarben als auch die hildesheimischen Stiftsfarben. Das Wappen wurde vom Heraldiker Arnold Rabbow gestaltet und am 18. Januar 1989 von der Einwohnerversammlung und vom Ortsrat einstimmig angenommen. |

## Kultur und Freizeit
In Barbecke sind unter anderem folgende Vereine und Einrichtungen aktiv:
- Bergmannsverein Barbecke
- Freiwillige Feuerwehr Barbecke
- Jagdgenossenschaft Barbecke
- Laienspielgruppe Barbecke
- Schützenbund Barbecke
- Siedlerbund Barbecke
- Sportverein FC Germania Barbecke
- Volksfestgemeinschaft Barbecke

## Persönlichkeiten
- Wilhelm Schmidt, Politiker
- Hermann Weber, Politiker und Bürgermeister von Barbecke